# Хомяк Брандта
Хомяк Брандта, или закавказский хомяк (лат. Mesocricetus brandti) — небольшой грызун семейства хомяковых. Видовое название дано в честь немецкого зоолога Иоганна Брандта (1802—1879).

## Описание
Длина тела составляет от 15 до 18 см и хвост от 2 до 3 см. Длина ступни 16-26 мм. Высота уха 10-24 мм. Вес 42-296 г. Небольшие, закруглённые уши. Окраска шерстки верхней части тела землисто-бурая. Брюхо буровато-серое, на груди между передними лапами всегда располагается чёрное пятно, которое заходит на плечи. С боков голова желтовато-рыжая, ниже ушей удлинённые чёрные пятна, подбородок белый. Белые лапы с голыми подошвами. Вся шёрстка ровная и мягкая, и только на хвосте значительно гуще.
Как и для большинства хомяков Старого Света для закавказского хомяка характерно наличие защечных мешков. Тело кургузое, хвост из шерсти не виден, ноги короткие.
Окраска — летом окраска меха спины буро-палевая. Нижняя сторона — от белой до пепельно-серой. На груди имеется чёрное пятно. Почти от угла рта начинается двойная полоса, делящая на части голову и заходящая на плечи. Верхняя часть полосы черновато-бурая, нижняя, более широкая, беловатая. На щеке имеется желтоватое пятно. Зимой мех более тусклый.
Очертания черепа яйцевидные: ширина расстановки скуловых дуг постепенно увеличивается по направлению назад, достигая наибольшего значения в области височно-скулового шва. Кондилобазальная длина черепа обычно не более 35 мм. Носовой отдел укорочен. Носовые кости, в отличие от таковых у хомяков рода Cricetus, вперед не сужаются. Боковые края носового отдела параллельны или несколько сближаются по направлению вперед. Резцовые отверстия, начиная с половины их длины, расширяются, а в передней трети довольно резко сужаются к концам.

## Распространение
Распространён закавказский хомяк в Турции, Израиле, Ливане а также в Восточном Предкавказье. Преимущественно обитает в горных степях. Населяет участки злаково-полынной степи на склонах гор, горные луга и земли, возделываемые людьми. Избегает сырых и влажных мест.
Горные и предгорные части Закавказья и Передней Азии. На юге распространен в Талышских горах и на северо-западе Ирана, на севере, в Дагестане, — найден к югу и востоку от р. Сулак. В Закавказье его ареал простирается на восток от Арсианского и Лихского хребтов, во всех степных и горно-степных ландшафтах Южной Грузии и Армении. Встречается в диапазоне высот от 300 до 3000 м над ур. м.

## Образ жизни
Ведёт преимущественно ночной образ жизни. По натуре является одиночкой. Продолжительность жизни составляет 2 года. На зиму залегает в спячку в конце октября — начале декабря, пробуждается же в марте начале апреля. Продолжительность спячки чаще не превышает 5 — 6 месяцев, но может продолжаться и до 10. На время спячки он спит от 2 до 7 дней, после чего просыпается и бодрствует до 2 дней, нередко фаза сна может длиться дольше вплоть до 30 дней.
Норы состоят из основного горизонтального хода, от него отходит небольшое количество вертикальных отнорков, и только один выводит на поверхность. Наклонный выход обычно засыпан землей. Гнездо вырыто на глубине примерно 2 м. На зиму в нору собирает внушительные запасы. Питается зелеными частями, семенами и клубнями всевозможных растений, не обходит стороной и сельскохозяйственные культуры.